# Bank Meksyku
Bank Meksyku (hiszp. Banco de México, BdeM, Banxico) – bank centralny Meksyku z siedzibą główną w stolicy kraju. Został założony po rewolucji meksykańskiej w 1925 roku. Od stycznia 2010 roku wolą senatu Meksyku prezesem banku jest Alejandro Díaz de León
Głównym celem statutowym banku jest utrzymywanie stabilności, wymienialności i siły nabywczej peso – waluty Meksyku.